# اوقاس
اوقاس (به عربی: أوقاس) یک شهرداری در الجزایر است که در استان بجایه واقع شده‌است.